# Leucanopsis polyodonta
Leucanopsis polyodonta là một loài bướm đêm thuộc phân họ Arctiinae, họ Erebidae.